# بوکووانی (ناحیه هودونین)
بوکووانی (به چکی: Bukovany) یک منطقهٔ مسکونی در جمهوری چک است که در ناحیه هودونین واقع شده‌است. بوکووانی ۳٫۲۹ کیلومتر مربع مساحت و ۷۳۵ نفر جمعیت دارد و ۳۰۴ متر بالاتر از سطح دریا واقع شده‌است.